# أحمد بن يوسف البغدادي
أحمد بن يوسف واسمه الكامل أحمد بن يوسف بن إبراهيم بن تمام هو رياضياتي عربي عاش بين سنة 835 و912. هو ابن الرياضياتي المعروف يوسف بن إبراهيم الصديق البغدادي.

## حياته
ولد أحمد بن يوسف في بغداد ولكنه لم يعش فيها كثيرا إذ انتقل مع والده إلى دمشق سنة 839, عاش حياته في دمشق، ذهب لاحقا إلى مصر وعاش فيها حتى وفاته سنة 912. عاش في محيط سمح له بإنماء مهاراته العلمية إذ كان والده يعمل في مجال الرياضيات وعلم الفلك والطب وكان عضوًا في حلقة علماء. لعب أحمد بن يوسف دورا بارزا في مصر مما سمح لها بالاستقلال عن النظام العباسي.

## مؤلفاته
يحوم بعض من الشك والجدل حول عدد من المؤلفات التي أسندت له، فلا يعرف إن كانت له أو لوالديه أو أنهما قاما بكتابة هذه المؤلفات معًا ولكن من الأكيد أنه قام بكتابة على النسبة والتناسب على شكل ملاحظات لكتاب إقليدس كتاب العناصر. ألهمت مؤلفاته العديد من علماء الرياضيات الأوروبيين كليوناردو فيبوناتشي. قام أيضا بتأليف كتاب عن الأسطرلاب.